# Addictus
Addictus (participio pasado de addicere = asignado); (Esclavo por deudas) era el deudor insolvente quien era atribuido a su acreedor, mediante la asignación del juez, algo típico del derecho romano arcaico. El acreedor tiene derecho a mantener el deudor en las cadenas en su cárcel privada y después de sesenta días para que alguien pudiera solventar la deuda y su rescate; si no se le podía vender como esclavo trans Tiberim (más allá del Tíber, es decir, fuera de la ciudad), o incluso matarlo. 
Esta condición desapareció en la época clásica. La Lex Poetelia Papiria (v.e.v.), del año 326 a.e.c, prohibió matar o vender al deudor. Ulteriormente, desaparecieron los demás vestigios de la crueldad y de la servidumbre.
En el derecho romano, Addictus fue también el hombre libre castigado por robo flagrante. Similar a la situación de "Addictus" fue la del "nexo", es decir, el deudor voluntariamente consignado para garantizar a los acreedores de su deuda, con la opción de redimirse en su favor mediante el pago de los servicios. El Addictus conserva la libertad y la ciudadanía, pero sufrió las limitaciones de capacidad que son el resultado de su estado particular de la adicción al acreedor.